# 卡波瓦洞穴
卡波瓦洞穴，又稱舒利根塔什洞穴（Shul'gan-Tash Cave）是俄羅斯巴什科爾托斯坦共和國的一個溶洞，位於布爾江斯基區、南烏拉爾山脈舒利根塔什自然保護區中，是南烏拉爾山脈最大的洞穴之一，長3000米，高165米，內部窪坑深40米，頂部高20米。卡波瓦洞穴底部有一地下河舒利根河（Подземный Шульган）流經，以岩壁上舊石器時代晚期的壁畫聞名。

## 壁畫

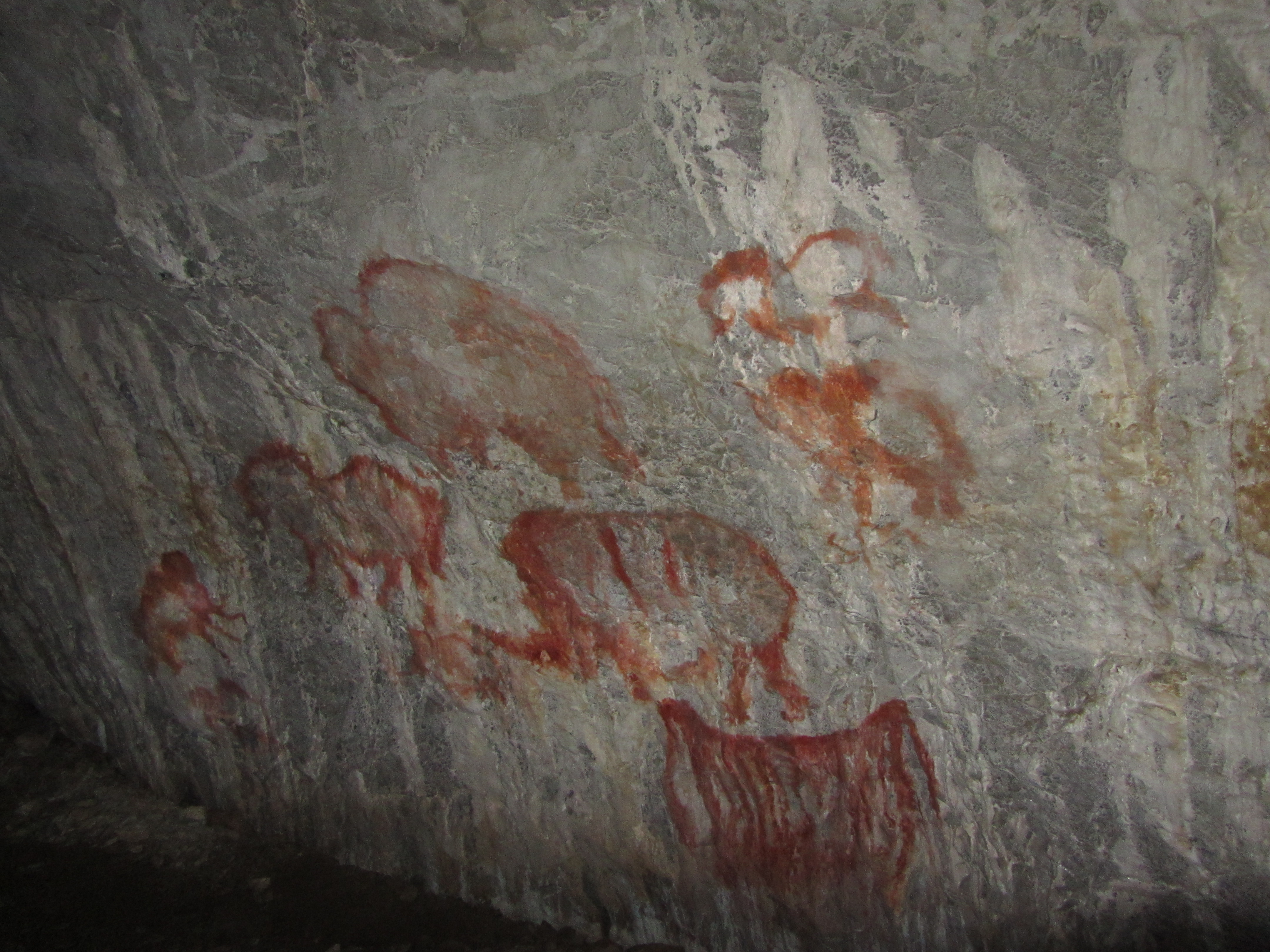
洞穴中以動物為主題的壁畫

關於卡波瓦洞穴最早的出版物可追溯至1760年。1959年，自然保護區的動物學家Alexander Riumin發現了洞穴中的壁畫，此發現最初被考古學家質疑，來自莫斯科的考古學家Otto Bader於1960年至1978年研究這些壁畫，確認這些壁畫的年代為舊石器時代晚期。
卡波瓦洞穴中的壁畫多是用赭石繪製而呈紅色，也有黑色或多種顏色者，還有些以黏土製成的淺浮雕與一至兩件雕刻。內容有猛犸象、馬、披毛犀、西伯利亞野牛、歐洲野牛與雙峰駱駝等動物，以及許多幾何圖形和人物圖像。由於該地區沒有駱駝分佈，駱駝壁畫的發現顯示舊石器時代的當地居民已可以進行長距離的移動。
截至2012年，已有至少250幅壁畫被發現與描述，但只有約35%-40%的壁畫主題可以辨識，而已被識別的壁畫中，約有40%為動物、10%為人像、45%則非具體圖像。碳十四定年法結果顯示這些壁畫可追溯至約14000-16000年前，亦有研究結果為19000年前。

### 現況
卡波瓦洞穴中的壁畫保存受到許多環境與人為因素威脅，包括溶洞中的水流、微生物生長、過量遊客造成的溫度與濕度升高、以及惡意破壞等。2018年3月，俄羅斯向聯合國教育、科學與文化組織提名「卡波瓦洞穴中的岩石壁畫」為世界遺產，2025年正式列入。

## 圖集
- 洞穴中以動物為主題的壁畫
- 卡波瓦洞穴的說明看板